# Lesotho Workers’ Party
Die Lesotho Workers’ Party (LWP; deutsch etwa: „Arbeiterpartei Lesothos“) ist eine Partei in Lesotho. Sie wurde bei den Parlamentswahlen 2007 viertstärkste Partei, ist aber seit 2015 nicht mehr im Parlament vertreten.

## Geschichte
Die LWP wurde 2001 von Macaefa Billy gegründet, dem damaligen Generalsekretär der Lesotho Clothing and Allied Workers Union (LECAWU), deutsch etwa: „Lesothische Gewerkschaft für Textilarbeiter und verbündete Arbeiter“. 
Ein modifiziertes Verhältniswahlrecht war nach den Wahlen 1998 eingeführt worden, so dass die LWP bei den Wahlen 2002 einen der 120 Sitze erhielt, dank 7.788 Stimmen, die 1,4 Prozent aller Stimmen entsprachen.
Bei den Wahlen 2007 erhielt die LWP 107.463 Zweitstimmen vor allem von Anhängern der verbündeten All Basotho Convention (ABC), die ihr 10 der 40 nach dem Verhältniswahlrecht zu vergebenden Mandate einbrachten, während ABC-Abgeordnete nur als Direktkandidaten antraten. Der Lesotho Congress for Democracy (LCD), der 62 der 80 Wahlkreise gewann, konnte jedoch allein weiterregieren.
Bei den Wahlen 2012 hatten die Wähler nur noch eine Stimme. Die LWP erhielt nur noch 2.408 Stimmen und damit 0,4 Prozent. Sie gewann einen Sitze über das Verhältniswahlrecht und unterstützte fortan die Koalitionsregierung unter der Führung der ABC. Bei den Wahlen 2015 verlor die LWP ihr Mandat. Auch bei den Wahlen 2017 blieb sie erfolglos.

## Struktur und Politik
Vorsitzender und Abgeordneter ist Macaefa Billy (Stand 2013).
Die LWP vertritt seit ihrer Gründung vor allem die Anliegen von Arbeitern der Textilindustrie.